# Olšany, Klatovy
Olšany là một làng thuộc huyện Klatovy, vùng Plzeňský, Cộng hòa Séc.